# Scène à faire
Scène à faire (фр. «сцена, которая будет сделана» или «сцена, которая должна быть сделана»; во множественном числе: scènes à faire) — сцена в книге или фильме, которая является почти обязательной для определённого жанра. В США термин также относится к принципу в законе об авторском праве, в котором определённые элементы творческой работы, как считается, не защищены, когда они предусмотрены или общеприняты в этом жанре.
Например, шпионский роман, скорее всего, будет содержать такие элементы, как номерные швейцарские банковские счета, роковая женщина и различные шпионские гаджеты, скрытые в наручных часах, поясах, обуви и других личных вещах. Эти элементы не защищены авторским правом, хотя могут быть защищены определённые их последовательности и составы.
В качестве другого примера, в программировании, часто принято перечислять переменные в начале исходного кода программы. В некоторых языках программирования обязательно требуется также объявить тип переменной. В зависимости от функции программы, следует ожидать определённого типа переменных. Если программа имеет дело с файлами, типы переменных, которые имеют дело с файлами, часто упоминаются и объявляются. В результате объявления переменных, как правило, не считаются элементами программы, охраняемыми авторским правом. Апелляционный суд второго округа США сделал данную часть анализа, направленного на выявление нарушения, небуквальных элементов компьютерного кода в деле Computer Associates International, Inc. против Altai, Inc. 982 F.2d 693. В этом деле суд добавил свой тест Абстракция-Фильтрация-Сравнение.